# Sinsaenum
Sinsaenum es un supergrupo de metal extremo formado en 2016. La banda cuenta con los guitarristas franceses Frédéric Leclercq (ex-DragonForce) y Stéphane Buriez, el baterista estadounidense Joey Jordison (ex-Slipknot), el bajista francés Heimoth (de la banda Seth) y el vocalista estadounidense Sean Zatorsky (de la banda Dååth) compartiendo rol con el vocalista húngaro Attila Csihar (de la banda Mayhem). Sinsaenum lanzó su primer álbum Echoes of the Tortured en julio de 2016.

## Historia
La concepción de Sinsaenum se remonta hasta 1998, cuando el guitarrista Frédéric Leclercq (conocido por haber pertenecido largo tiempo a la banda de power metal DragonForce) comenzó a escribir algunos temas de death metal. Después de reclutar a Stéphane Buriez (de la banda Loudblast), Leclercq se puso en contacto con el baterista Joey Jordison (conocido por su amplia trayectoria al ser miembro fundador de  Slipknot y posteriormente de Scar the Martyr y VIMIC) con la intención de trabajar con el, para posteriormente unirse al proyecto. Jordison propuso a Leclerq el nombre de Sinsaenum, el cual era un acrónimo de la palabras en inglés "sin" (pecado) e "insane" (demente). Tiempo después se unieron el vocalista Attila Csihar (de la banda noruega de black metal Mayhem y Sean Zatorsky de Dååth como un dúo vocal, además de Heimoth (guitarrista de Seth) para cubrir el puesto del bajo, completando así la alineación. Esta alineación fue oficialmente anunciada el 20 de mayo de 2016.
Sinsaenum lanzó su EP homónimo el 6 de junio de 2016, contando con el tema exclusivo "Death Is the Beginning" y "The Forgotten One", el cual sería incluido en su álbum debut. Después de lanzar el vídeo musical para la canción "Splendor and Agony", lanzaron su primer álbum titulado Echoes of the Tortured lanzado a través de earMUSIC el 29 de julio de 2016. Un vídeo lírico de la canción "Anfang des Albtraumes"  fue lanzado en agosto.
A principios de 2017 la banda ingresó nuevamente a los estudios para comenzar el proceso de escritura y grabación de su siguiente álbum tentativamente llamado "Sinsaenum II". Fue hasta la primavera de ese año que la banda anunciaría el lanzamiento de un nuevo EP titulado Ashes, del cual se determinó su lanzamiento para el 10 de noviembre. El álbum cuenta con temas exclusivos de la edición para Japón, además de un remix de la canción "Dead Souls" del álbum Echoes of the Tortured realizado por Frédéric Duquesne de la banda francesa de industrial metal Mass Hysteria. El 27 de octubre lanzaron el vídeo lírico del tema "Dead Souls" remixado por Duquesne.

## Integrantes
- Attila Csihar – voz
- Sean Zatorsky – voz
- Frédéric Leclercq – guitarra; bajo, teclado
- Stéphane Buriez – guitarra
- Heimoth (C. Krueger)[7] – bajo
- Joey Jordison – batería

## Discografía
Álbumes de estudio
- Echoes of the Tortured (2016)
- Repulsion for Humanity (2018)

EPs
- Sinsaenum (2016)
- A Taste of Sin (2016)
- Ashes (2017)

Sencillos
- "Ashes" (2017)
- "Dead Souls" (Frédéric Duquesne Mix) (2017)
- "Final Resolve" (2018)
- "Hooch" (2018)

Vídeos musicales
- "Army of Chaos" (2016)
- "Splendor and Agony" (2016)
- "Ashes" (2017)
- "Final Resolve" (2018)
- "Nuit Noire" (2018)
- "Hooch" (2018)